# Ascoli Piceno
Denna artikel handlar om staden Ascoli Piceno. Se också Ascoli Piceno (provins).
Ascoli Piceno är en kommun och huvudort i provinsen Ascoli Piceno och ligger i regionen Marche i Italien. Kommunen hade 48 169 invånare (2018) och gränsar till kommunerna Acquasanta Terme, Ancarano, Appignano del Tronto, Castel di Lama, Castignano, Castorano, Civitella del Tronto, Colli del Tronto, Folignano, Maltignano, Roccafluvione, Rotella, Sant'Egidio alla Vibrata, Valle Castellana och Venarotta.